# Procubitermes
Procubitermes es un género de termitas  perteneciente a la familia Termitidae que tiene las siguientes especies:
1. Procubitermes arboricola
2. Procubitermes niapuensis
3. Procubitermes sjostedti
4. Procubitermes ueleensis
5. Procubitermes undulans
6. Procubitermes wasmanni